# Aïdar
L'Aïdar (en russe : Айдар) est une rivière de Russie et d'Ukraine et un affluent de la rive gauche du Donets, dans le bassin hydrographique du Don.

## Étymologie
Le nom de la rivière, « ay dar », vient d'une langue turque et signifie « rivière blanche ».

## Géographie
L'Aïdar arrose l'oblast de Belgorod (Russie) et l'oblast de Louhansk (Ukraine). Elle prend sa source sur le flanc méridional des hauteurs de Russie centrale, près du village de Novoaleksandrovka (en russe : Новоалександровка) et se jette dans la Donets après un cours de 264 km. L'Aïdar draine un bassin de 7 420 km2. Son débit moyen est de 15,4 m3/s et sa pente de 0,34 m/km.
Les principales villes arrosées par l'Aïdar sont Starobilsk  et Novoaïdar (oblast de Louhansk), en Ukraine. À 32 km au sud de Starobilsk se trouve un site naturel remarquable, la terrasse de Novoaïdar (en russe : Новоайдарская терраса), formée dans un méandre de l'Aïdar.
48° 59′ 49″ N, 38° 57′ 57″ E

## Crédit de traduction
- (ru) Cet article est partiellement ou en totalité issu de l’article de Wikipédia en russe intitulé « Айдар (река) » (voir la liste des auteurs).